# Арийское братство
«Арийское братство» (англ. Aryan Brotherhood, также известны как The Brand, AB, One-Two, Alice Baker) — крупнейшая организованная преступная группировка белых расистов в США, имеющая около 15 000 членов внутри и за пределами тюрем. В соответствии с информацией Федерального бюро расследований (ФБР), хотя банда составляет менее 0,1 процента населения тюрьмы, она несёт ответственность за 20 % убийств в системе федеральных тюрем. Группировка сосредоточила своё внимание на экономической деятельности, свойственной организованной преступной группировке, в частности, незаконном обороте наркотиков, вымогательствах, а также убийствах по найму.
Организация на более низких уровнях изменяется от тюрьмы к тюрьме. Например, в аризонской тюрьме члены организации известны как «родня» и организуют «семьи». «Совет» управляет семьями. «Родня» может принимать новых членов, известных как «потомство», и служить наставником для них. Одним из союзников группировки является некоторые представители La Eme (мексиканской мафии), поскольку они имеют общего врага — Black Guerrilla Family. Согласно федеральному обвинительному акту, члены группировки сотрудничали с азиатскими бандами для импорта героина из Таиланда.
Название «Брэнд» (англ. The Brand), взято из вестерна «За клеймом» Луиса Ламура, в которой ковбои сражались за бренд. Так и члены банды считают, что сражаются за бренд — расу. Как и большинство тюремных банд, члены «Арийского братства» набивают себе отличительные татуировки. Обычно это слова Aryan Brotherhood, AB, SS, 666, зиг руны, трилистники, и другая символика и кельтская иконография.

## История
До 1960-х годов в большинстве тюрем США была расовая сегрегация. Поскольку тюрьмы начали десегрегировать, многие заключённые организовали банды по расовому признаку. «Арийское братство», как полагают, было сформировано группой ирландских мотоциклистов в 1964 году в тюрьме Сан-Квентин, что в штате Калифорния. Первоначально банда была создана с целью обеспечить защиту белым заключённым от чёрных и латиноамериканцев, особенно от мексиканской мафии. Некоторые из первоначальных членов АБ мигрировали из банды 1950-х годов известной как «Синие птицы» (англ. Bluebirds).
В 1974 году Чарльзу Мэнсону было отказано в членстве, так как он убил беременную женщину (Шэрон Тейт, вторую жену Романа Полански).
Громкий судебный процесс над лидерами АВ в 2002 году, который преподносился как разгром группировки, тем не менее, закончился тем, что лидеры группировки Барри Миллс и Тайлер Бингхам, обвинявшиеся в 32 убийствах, до сих пор живы..
В 2006 году предполагаемые лидеры Барри «Барон» Миллс, Фрэнсис «Толиани» Маронне, Тайлер Дэвис «Халк» Бингхэм, Эдгар «Улитка» Хэлв и Кристофер Овертон Гибсон предстали перед судом за убийство двух членов чёрных банд. В то время они уже отбывали свои сроки в тюрьме. Миллс успешно организовал убийство двух чёрных заключённых в тюрьме штата Пенсильвания в 1979 году. Миллс также запланировал убийство Уолтера Джонсона, заключённого, который предположительно ударил кулаком в глаз мафиози Джону Готти в тюрьме Иллинойса в 1997 году. Готти заплатил Миллсу 500 000$, чтобы убить Джонсона, и Миллс, который находился в Колорадской тюрьме в то время, согласился. Однако контракт не был исполнен, и Готти умер в тюрьме в 2002 году.

## Членство в банде
Членами Арийского братства, как правило, могут быть белые, хотя в последние годы они начали принимать представителей других рас в свои ряды. Чтобы заключённому получить членство в банде, ему необходимо убить другого заключённого («кровь впускаем — кровь выпускаем!»), но если он захочет покинуть банду — убьют его.

## Отношения с другими бандами
В последние десятилетия возросла их враждебность по отношению к соперникам мафии (Нуэстра Фамилия и т. д.). Некоторые из членов братства и итальянской мафии поддерживают связи и между собой. Группировка находится в союзе с другими белыми тюремными бандами, такими как Nazi Lowriders, Public Enemy No.1 и European Kindred.

## Убеждения
К 1990-м годам члены банды в меньшей степени убивали из-за расистских убеждений и в большей из-за своей деятельности как организованной преступной группировки: наркотики, оружие, убийство по найму. Согласно Паренти, «расовая война переходит на второй план после бизнеса». Некоторые представители Арийского братства выполняли заказные убийства для некоторых мексиканских мафиози, но расистские убеждения препятствуют тому, чтобы члены группировки общались с афроамериканцами, включая даже взятие сигареты или шоколадного батончика от них.

Нет сомнений, что Арийское братство — кучка расистов, но когда дело доходит до бизнеса, цвет, который имеет больше всего значения для них, — это не чёрный или коричневый или белый, это зелёный.
Оригинальный текст (англ.)There’s no doubt the Aryan Brotherhood are a bunch of racists, but when it comes to doing business, the color that matters most to them isn’t black or brown or white — it’s green.
— тюремный эксперт Тони Дельгадо
По словам Мелиссы Карр из Антидиффамационной лиги, «в начале их преступления были мотивированы исключительно по расовому признаку. Поскольку преступная организация развивалась, они перешли к преступлениям, которые никак не связаны с расой». Однако, были времена, когда банда возвращалась к своей оригинальной цели.
Освобождённые и досрочно освобождённые члены банды провозят контрабандные деньги и наркотики в тюрьму, включая марихуану, кокаин и метамфетамин. Кредо, под которым действуют члены группировки:

Я поддержу своего брата,

Мой брат важнее, чем все остальные,

Моя жизнь будет утрачена, если я подведу своего брата,

Я буду чтить своего брата в мире и войне.
Оригинальный текст (англ.)I will stand by my brother

My brother will come before all others

My life is forfeited should I fail my brother

I will honor my brother in peace and war.
— тюремный эксперт Тони Дельгадо
Кроме того, они живут по принципу «в жизни и вне смерти».

## Атрибутика
Внешними атрибутами группировки являются свастика, трёхлистный клевер, число 666, аббревиатура «АВ», длинные висячие усы, лозунг, означающий, что для вступления в банду нужно убить человека. Только членам АБ разрешается наносить тату, свойственные банде, остальные заключённые, набившие их без согласия группировки, могут быть убиты. Пожилые члены «братства» изучают американский язык жестов для тайного общения.